# Phrynomedusa dryade
Phrynomedusa dryade é uma espécie de anfíbio anuros da família Phyllomedusidae. Está presente no Brasil. A UICN classificou-a como deficiente de dados.